# Schulzeova metoda
Schulzeova metoda jest izborni sustav kojega je 1997. godine razvio Markus Schulze kojim se bira jednog pobjednika korištenjem glasova koji izražavaju preferencije. Metoda se također može koristiti za izradu sortirane liste pobjednika. Schulzeova metoda također je poznata kao Schwartz Sequential Dropping (SSD), cloneproof Schwartz Sequential Dropping (CSSD), Beatpath metoda, Beatpath winner, path voting i path winner. Schultzeova metoda spada u grupu Condorcet metoda, što znači da ako postoji kandidat kojem većina daje prednost nad bilo kojim drugim kandidatom u usporedbama parova, tada će taj kandidat biti pobjednik u primjeni Schultzeove metode.
Izlaz Schulzeove metode daje redoslijed kandidata. Stoga, ako je dostupno nekoliko pozicija, metoda se može koristiti za ovu svrhu bez izmjena dopuštajući k najbolje rangiranim kandidatima da osvoje k raspoloživih mjesta. Nadalje, za izbore s proporcionalnom zastupljenošću predložena je varijanta s jednim prenosivim glasom (STV) poznata kao Schulze STV. Schulzeovu metodu koristi nekoliko organizacija uključujući Wikimedia, Debian, Ubuntu, Gentoo, političke stranke Piratske stranke i mnoge druge.